# Christina Sperlich
Christina Sperlich (* 7. April 2001 in Kölleda) ist eine deutsche Radsportlerin, die sich auf die Kurzzeitdisziplinen auf der Bahn spezialisiert hat.

## Sportlicher Werdegang
2017 wurde Christina Sperlich deutsche Junioren-Meisterin im Teamsprint. Im Jahr darauf belegte sie mit Emma Götz Platz zwei im Teamsprint und Platz drei im Keirin. Bei den Junioren-Europameisterschaften errang Sperlich mit Alessa-Catriona Pröpster Bronze im Teamsprint und wenige Wochen später bei den Junioren-Weltmeisterschaften mit Pröpster und Katharina Albers Silber in derselben Disziplin.
Ab 2021 startete Sperlich international in der Elite. Beim Lauf des Nations’ Cup in Sankt Petersburg wurde sie mit Katharina Albers und Pröpster Dritte im Teamsprint.

## Diverses
2020 wurde Christina Sperlich zur „Sportlerin des Jahres“ von Sömmerda gewählt.

## Erfolge
2017
- Deutsche Junioren-Meisterin – Teamsprint (mit Emma Götz und Sarah Marie Wagner)

2019
- Junioren-Europameisterschaft – Teamsprint (mit Alessa-Catriona Pröpster)
- Junioren-Weltmeisterschaft – Teamsprint (mit Alessa-Catriona Pröpster und Katharina Albers)

2022
- U23-Europameisterin – Teamsprint (mit Alessa-Catriona Pröpster und Katharina Albers)